# Partit d'Avantguarda dels Treballadors del Kurdistan
Partit d'Avantguarda dels Treballadors del Kurdistan (kurd: Partîya Pêşeng a Karkerî Kurdistan, PPKK; turc: Kürdistan Öncü İşçi Partisi) fou una organització política clandestina kurda de matriu marxista-leninista fundada el 1969 com una escissió del Partit Democràtic del Kurdistan i liderat per Mûrad Ciwan. Publicava la revista Peşeng, nom que abreujadament se li va donar al grup. Va patir una profunda crisi interna el 1982-83, i el 1992 es va unir al KUK-SE (Alliberadors Nacionals del Kurdistan-Tendència Socialista; Kürdistan Ulusal Kurtuluşçuları-Sosyalist Eğilim) i a l'Organització d'Alliberament del Kurdistan per formar el Partit Popular Unit del Kurdistan (YEKBÛN).